# Тіло Керер
Тіло Керер (нім. Thilo Kehrer, нар. 21 вересня 1996, Тюбінген) — німецький футболіст, захисник клубу «Монако» та національної збірної Німеччини.

## Клубна кар'єра
Народився 21 вересня 1996 року в місті Тюбінген в родині німця і бурундійки. Розпочав займатись футболом у клубі «Тюбінген», а 2005 року потрапив в академію клубу «Ройтлінген 05». Після чотирьох років в Ройтлінгені, він вступив в молодіжної академії «Штутгарта», а закінчив навчатись футболу у школі клубу «Шальке 04».
Виступав за юнацькі команди клубу і за «Шальке 04 II». Зокрема з командою до 19 років став півфіналістом Юнацької ліги УЄФА 2013/14. За першу команду дебютував 6 лютого 2016 року в 20-му турі Бундесліги у матчі проти «Вольфсбурга», замінивши в кінцівці гри Йоганнеса Гайса. Цей матч так і залишився єдиним для команди того сезону, а у наступному сезоні 2016/17 зіграв 16 матчів і забив 1 гол в чемпіонаті. У сезоні 2017/18 став основним гравцем гельзенкірхенців, зігравши 28 матчів і забив 3 голи в чемпіонаті.
16 серпня 2018 року перейшов у «Парі Сен-Жермен» за 37 мільйонів євро, де став виступати під керівництвом свого співвітчизника Томаса Тухеля. Станом на 10 вересня 2019 року відіграв за паризьку команду 28 матчів в національному чемпіонаті.

## Виступи за збірні
З 2012 року виступав у складі юнацьких збірних Німеччини різних вікових категорій. З командою до 19 років був учасником юнацького чемпіонату Європи 2015 року в Греції, де в матчі проти Росії спочатку забив гол, а потім відзначився автоголом, в результаті німці зіграли 2:2 і не вийшли з групи. Всього Тіло взяв участь у 18 іграх на юнацькому рівні, відзначившись 2 забитими голами.
Протягом 2015–2018 років залучався до складу молодіжної збірної Німеччини, з якою став переможцем молодіжного чемпіонату Європи 2017 року в Польщі, проте провів на турнірі лише один матч. Всього на молодіжному рівні зіграв у 15 офіційних матчах, забив 1 гол.
9 вересня 2018 року дебютував в офіційних іграх у складі національної збірної Німеччини в товариському матчі проти збірної Перу.
| Дата       | Місто         | Господарі          | Результат | Гості       | Турнір                                    | Голи | Примітки |
| ---------- | ------------- | ------------------ | --------- | ----------- | ----------------------------------------- | ---- | -------- |
| 9-9-2018   | Зінсгайм      | Німеччина          | 2 – 1     | Перу        | товариський матч                          | -    | 76'      |
| 16-10-2018 | Сен-Дені      | Франція            | 2 – 1     | Німеччина   | Ліга націй УЄФА 2018—2019 - груповий етап | -    |          |
| 15-11-2018 | Лейпциг       | Німеччина          | 3 – 0     | Росія       | товариський матч                          | -    |          |
| 19-11-2018 | Гельзенкірхен | Німеччина          | 2 – 2     | Нідерланди  | Ліга націй УЄФА 2018—2019 - груповий етап | -    |          |
| 20-3-2019  | Вольфсбург    | Німеччина          | 1 – 1     | Сербія      | товариський матч                          | -    | 90'      |
| 24-3-2019  | Амстердам     | Нідерланди         | 2 – 3     | Німеччина   | Відбір до ЧЄ 2020                         | -    |          |
| 11-6-2019  | Майнц         | Німеччина          | 8 – 0     | Естонія     | Відбір до ЧЄ 2020                         | -    |          |
| 3-9-2020   | Штутгарт      | Німеччина          | 1 – 1     | Іспанія     | Ліга націй УЄФА 2020—2021 - груповий етап | -    |          |
| 6-9-2020   | Базель        | Швейцарія          | 1 – 1     | Німеччина   | Ліга націй УЄФА 2020—2021 - груповий етап | -    |          |
| 2-9-2021   | Санкт-Галлен  | Ліхтенштейн        | 0 – 2     | Німеччина   | Відбір до ЧС 2022                         | -    |          |
| 5-9-2021   | Штутгарт      | Німеччина          | 6 – 0     | Вірменія    | Відбір до ЧС 2022                         | -    | 83'      |
| 8-9-2021   | Рейк'явік     | Ісландія           | 0 – 4     | Німеччина   | Відбір до ЧС 2022                         | -    |          |
| 8-10-2021  | Гамбург       | Німеччина          | 2 – 1     | Румунія     | Відбір до ЧС 2022                         | -    | 87'      |
| 11-10-2021 | Скоп'є        | Північна Македонія | 0 – 4     | Німеччина   | Відбір до ЧС 2022                         | -    |          |
| 11-11-2021 | Вольфсбург    | Німеччина          | 9 – 0     | Ліхтенштейн | Відбір до ЧС 2022                         | -    | 72'      |
| 14-11-2021 | Єреван        | Вірменія           | 1 – 4     | Німеччина   | Відбір до ЧС 2022                         | -    |          |
| 26-3-2022  | Зінсгайм      | Німеччина          | 2 – 0     | Ізраїль     | товариський матч                          | -    |          |
| 29-3-2022  | Амстердам     | Нідерланди         | 1 – 1     | Німеччина   | товариський матч                          | -    | 81'      |
| 4-6-2022   | Болонья       | Італія             | 1 – 1     | Німеччина   | Ліга націй УЄФА 2022—2023 - груповий етап | -    | 62'      |
| 11-6-2022  | Будапешт      | Угорщина           | 1 – 1     | Німеччина   | Ліга націй УЄФА 2022—2023 - груповий етап | -    |          |
| 23-9-2022  | Лейпциг       | Німеччина          | 0 – 1     | Угорщина    | Ліга націй УЄФА 2022—2023 - груповий етап | -    | 46'      |
| 26-9-2022  | Лондон        | Англія             | 3 – 3     | Німеччина   | Ліга націй УЄФА 2022—2023 - груповий етап | -    |          |
| 16-11-2022 | Маскат        | Оман               | 0 – 1     | Німеччина   | товариський матч                          | -    |          |
| 27-11-2022 | Ель-Хаур      | Іспанія            | 1 – 1     | Німеччина   | ЧС 2022 - груповий етап                   | -    | 37' 70'  |
| 25-3-2023  | Майнц         | Німеччина          | 2 – 0     | Перу        | товариський матч                          | -    | 86'      |
| 28-3-2023  | Кельн         | Німеччина          | 2 – 3     | Бельгія     | товариський матч                          | -    |          |
| 16-6-2023  | Варшава       | Польща             | 1 – 0     | Німеччина   | товариський матч                          | -    |          |
| Усього     |               | Матчів             | 27        |             | Голів                                     | 0    |          |

## Титули і досягнення
- Чемпіон Франції (3):

«Парі Сен-Жермен»: 2018-19, 2019-20, 2021-22
- Володар Суперкубка Франції (3):

«Парі Сен-Жермен»: 2019, 2020, 2022
- Володар Кубка Франції (2):

«Парі Сен-Жермен»:  2019-20, 2020-21
- Володар Кубка французької ліги (1):

«Парі Сен-Жермен»:  2019-20
- Переможець Ліги конференцій УЄФА (1):

«Вест Гем Юнайтед»: 2022–23
- Чемпіон Європи (U-21): 2017